# 薩瓦納伊格萊西亞
19°19′48″N 70°45′0″W / 19.33000°N 70.75000°W
薩瓦納伊格萊西亞（西班牙語：Sabana Iglesia），是多明尼加共和國的城鎮，位於該國西北部，由聖地牙哥省負責管轄，面積186.96平方公里，2012年人口53,520，人口密度每平方公里290人。